# Pariquera-Açu
Pariquera-Açu este un oraș în São Paulo (SP), Brazilia.